# The Bootlicker
The Bootlicker – jedenasty album studyjny zespołu Melvins wydany w 1999 roku przez firmę Ipecac Recordings. 

## Lista utworów
1. "Toy" 1:09
2. "Let It All Be" 10:48
3. "Black Santa" 3:41
4. "We We" 0:57
5. "Up the Dumper" 2:23
6. "Mary Lady Bobby Kins" 3:37
7. "Jew Boy Flower Head" 6:06
8. "Lone Rose Holding Now" 2:23
9. "Prig" 8:47

## Twórcy
- Buzz Osborne – gitara, wokal, hałas
- Dale Crover – perkusja, instrumenty perkusyjne, wokal
- Kevin Rutmanis – gitara basowa, slide bas
- Tim Green – inżynier, producent
- Eric Peterson – pianino w piosence "Prig"
- Mackie Osborne – okładka